# 流行之巅
《流行之巅》（英語：Top of the Pops）是英國BBC播出的一檔現場直播的流行音樂節目。節目播出於1964年1月1日至2006年7月30日期間。節目基本上在每週四晚間於BBC1播出，只有1974年和1996年時曾有一段時間在週五播出，以及在2005年曾於週日在BBC2播出。節目內容主要是發表最新的流行音樂排行榜，當時吉米·薩維爾是該節目的代表人物。節目還製作聖誕專輯，請來歌手演唱這一年最流行的歌曲。雖然《流行之巅》的常規節播出已經停播，但聖誕特輯仍在繼續播出。自1994年起，BBC還製作了一個名為《流行之巅2》（Top of the Pops 2）的節目，節目內容主要是收錄了過去《流行之巅》的精彩內容。